# 雷氏萤
雷氏萤（学名：Aquatica leii）也作雷氏水萤、雷氏黄萤，萤科水萤属的一种，分布于中国湖北、湖南、浙江、江苏、山东、广西等地。模式产地为湖北省武汉市。种加词源自发现者付新华的导师雷朝亮的姓氏。
本种于2023年被收录入中国《有重要生态、科学、社会价值的陆生野生动物名录》。

## 分类变动
本种发表时被归入熠萤属（Luciola）。2010年被归入新建的水萤属。